# 伊藤成彦
伊藤 成彦（いとう なりひこ、1931年10月24日 - 2017年11月29日）は、日本の政治学者、文芸評論家。中央大学名誉教授。

## 来歴
1931年10月24日、石川県金沢市に生まれる。東京大学文学部ドイツ文学科卒業。
在学中は東京大学新聞の編集長を務めていた。東京大学大学院で国際関係論、社会運動・思想史を専攻する。修士・博士課程修了。1973年中央大学商学部教授。1980年9月ローザ・ルクセンブルク研究国際協会を設立（1985年、「ローザ・ルクセンブルク国際協会」に改称）。2002年中央大学名誉教授。
2017年11月29日、死去。

## 思想・発言
- 1968年2月金嬉老事件の際、鈴木道彦や日高六郎、中嶋嶺雄、中野好夫らと共に金嬉老を訪ね会見し、涙を流している[2]。

- 1970年には雑誌『文学的立場』に拠り、「内向の世代」批判を展開した。
- 1989年、「朝鮮政策の改善を求める会」の世話人となる（他の世話人は宇都宮徳馬、鯨岡兵輔、隅谷三喜男、田英夫、土井たか子、長洲一二、伏見康治、安江良介、和田春樹ら）[3]。
- 2005年4月、内田雅敏、五島昌子、土井たか子、筑紫建彦、吉武輝子らと「軍縮市民の会」を結成。
- 2009年11月13日、朝日新聞東京本社で開催された大韓民国第15代大統領金大中の追悼式で、和田春樹と共に追悼の辞を述べた[4]。
- 「日朝国交正常化交渉の中断は、日本側が共和国（北朝鮮）にたいして、核疑惑や大韓航空機爆破犯の女性の日本語教師だったとされた李恩恵など何の根拠もない問題をもちだした結果でした」[5]。
- 「（国交正常化交渉で）もう一つ懸念されるのは、行方不明者の問題、日本政府が主張しているいわゆる拉致問題です。『拉致問題』にはいっさいの証拠がないため、これをとりあげてハードルを高くしようと思えば無限に高くしていけます」[6]。
- 「日本の植民地支配がなければ、朝鮮民族が戦争に巻き込まれることはなく、外国軍が来ることも、38度線での分断もありえなかった。従って日本は、済州島四・三事件について済州島民に謝罪すべきだ」[7]。
- 「参政権は国民固有の権利」という意識は19世紀の論議であるとして、外国人に日本人と同様の被選挙権を含む参政権を与えるべきだと主張している[8]。
- 2010年2月19日、「韓日平和議員会議」（会長：斎藤勁）の創立式で、同会議が北東アジア平和と民主主義発展に向け、日本による強制併合に対する謝罪や日朝国交正常化、米朝間の平和協定締結などの課題を推進すべきだと述べた[9]。
- 増田都子の活動を応援をしていた[10]。
- NPO法人ピースデボのアドバイザーを務めていた[11]。

## 著書

### 単著
- 『「近代文学」派論』（八木書店） 1972
- 『共苦する創造力 現代を問う文学』（論創社） 1978
- 『反核メッセージ 文学の立場から』（連合出版） 1983
- 『闇に育つ光 日韓民衆連帯運動・私の記録』（谷沢書房） 1990
- 『戦後文学を読む』（論創社） 1990
- 『ローザ・ルクセンブルクの世界』（社会評論社） 1991、のち増補版 1998
- 『軍隊のない世界へ 激動する世界と憲法第九条』（社会評論社） 1991
- 『一九九〇年朝鮮問題の回顧と展望』（「朝鮮問題」懇話会） 1991
- 『軍隊で平和は築けるか 憲法第九条の原理と私たちの選択』（社会評論社） 1995
- 『時標としての文学 1984～1995』（御茶の水書房） 1995
- 『闇を拓く光 21世紀の日韓・日朝関係に向けて 伊藤成彦・朝鮮問題論集』（御茶の水書房） 2000
- 『物語日本国憲法第九条 戦争と軍隊のない世界へ』（影書房） 2001
- 『パレスチナに公正な平和を! 剣を鋤に打ちかへ槍を鎌に打ちかへん』（御茶の水書房） 2002
- 『9.11事件以後の世界と日本』（御茶の水書房） 2003
- 『武力信仰からの脱却 第九条で21世紀の平和を』（影書房） 2003
- 『東北アジア平和共同体に向けて 今こそ、日米安保体制の転換を』（御茶の水書房） 2005
- 『ローザ・ルクセンブルク思想案内』（社会評論社、2009年）
- 『歴史に生きるローザ・ルクセンブルク 東京・ベルリン・モスクワ・パリ 国際会議の記録』（社会評論社） 2014 　ISBN 978-4-7845-1523-3

### 編著
- 『東アジアの平和のために国境を越えたネットワークを 沖縄での市民協議の試み』（岩波書店、岩波ブックレット］） 2004

### 共編著
- 『グラムシと現代 グラムシ研究国際シンポジウム報告』（片桐薫, 黒沢惟昭, 西村暢夫共編、御茶の水書房） 1988

## 翻訳
- 『キューバ現代史』（ブラス・ロカ、三一書房） 1963
- 『ローザ・ルクセンブルク その思想と生涯』（パウル・フレーリヒ、東邦出版社） 1968、のち改訂版 1973
- 『ヨギヘスへの手紙 1 - 4』（ローザ・ルクセンブルク、河出書房新社） 1976 - 1977
- 『傷ついた龍 一作曲家の人生と作品についての対話』（尹伊桑, ルイーゼ・リンザー、未來社） 1981
- 『ロシア革命論』（ローザ・ルクセンブルク、論創社） 1985
- 『新しい時代を拓くために 民主主義・人権・民族統一』（金大中、影書房） 1998